# Андріяшівська сільська рада (Роменський район)
Андрія́шівська сільська́ ра́да — орган місцевого самоврядування в Роменському районі Сумської області. Адміністративний центр — село Андріяшівка.

## Загальні відомості
- Населення ради: 2 347 особа (станом на 2016 рік)

## Населені пункти
Сільській раді були підпорядковані населені пункти:
- с. Андріяшівка
- с. Гудими
- с. Луценкове
- с. Мельники
- с. Новицьке

## Склад ради
Рада складалася з 14 депутатів та голови.
- Голова ради: Дибчинська Інна Сергіївна
- Секретар виконкому: Поцелуєва Ірина Андріївна

### Керівний склад попередніх скликань
| Прізвище, ім'я, по батькові | Основні відомості                                                             | Дата обрання | Дата звільнення |
| --------------------------- | ----------------------------------------------------------------------------- | ------------ | --------------- |
| Юрченко Михайло Васильович  | Сільський голова, 1953 року народження, безпартійний                          | 26.03.2006   | 31.10.2010      |
| Дибчинська Інна Сергіївна   | Сільський голова, 1975 року народження, освіта незакінчена вища, позапартійна | 31.10.2010   |                 |

Примітка: таблиця складена за даними сайту Верховної Ради України